# Мрконіч-Град (громада)
Мрконіч-Град (серб. Општина Мркоњић Град) — боснійська громада, розташована в регіоні Баня-Лука Республіки Сербської. Адміністративним центром є місто Мрконіч-Град.